# Bitwa o Palmyrę (2017)
Bitwa o Palmyrę – operacja wojskowa Sił Zbrojnych Syrii i ich sojuszników przeciwko organizacji terrorystycznej Państwo Islamskie, prowadzona w dniach 12 stycznia – 4 marca 2017, skutkująca odzyskaniem miasta Palmyra.

## Przebieg

Ogólna sytuacja strategiczna w Syrii 1 marca 2017

Operacja wyzwolenia Palmyry zaczęła się 12 stycznia 2017 od nalotów syryjskiego lotnictwa na kwatery ISIS w muhafazie Himsu. Tego dnia w ostrzałem artyleryjskim zabito Abu al-Maszrifiego, „szefa bezpieczeństwa” ISIS w muhafazie Himsu, i trzech innych dżihadystów. Po tym sukcesie, armia przystąpiła do lądowej ofensywy pod At-Tijas. W operacji wziął udział pododdział pułkownika Szahina wydzielony z „Sił Tygrysa”, a także 18 Dywizja Pancerna. W pierwszej fazie ofensywy żołnierze oczyszczali teren wokół bazy At-Tijas, dokąd to zostali zepchnięci podczas grudniowego ataku ISIS, i przejmowali pobliskie wzgórza.
4 lutego żołnierze przejęli kontrolę nad polem gazowym Hajjan, położonym na zachód od Palmyry, lecz 7 lutego musieli się z niego wycofać wskutek kontrnatarcia ISIS. Żołnierze zajęli wówczas pozycje na pobliskich wzgórzach z widokiem na pole gazowe.
11 lutego pododdział „Sił Tygrysa” z frontu palmyrskiego został odesłany w region Aleppo, aby dołączyć do reszty jednostki uczestniczącej w bitwie pod Al-Bab. Terroryści usiłowali to wykorzystać i zepchnąć syryjską armię w kierunku At-Tijas, lecz 13 lutego żołnierze przeszli do natarcia i 14 lutego wyparli dżihadystów z pola Hajjan. W międzyczasie, 12 lutego, na front przybył rosyjski oddział specjalny.
17 lutego syryjscy żołnierze odparli atak ISIS w rejonie pól gazowych, zadając przeciwnikowi znaczne straty. Syryjczycy podeszli w tym czasie na odległość 10 kilometrów od Palmyry. 20 lutego w wybuchu miny zginęło czterech Rosjan, zaś ciężko ranny został ich dowódca generał-major Piotr Miluchin, który wg nieoficjalnych doniesień stracił obie nogi. Po tym incydencie pozycje terrorystów zostały zbombardowane przez rosyjskie lotnictwo. 28 lutego syryjscy żołnierze znaleźli się o 3 kilometry od Palmyry.
1 marca żołnierze zdobyli palmyrską Cytadelę, a także weszli do miasta od strony północnej. 2 marca pozostałe siły ISIS uciekły z Palmyry. 3 marca żołnierze przejęli jeszcze Port lotniczy Palmyra, po czym 4 marca ogłoszono pełne wyzwolenie miasta.
Według oświadczenia rosyjskiego Sztabu Generalnego, w operacji wyzwolenia Palmyry zabito lub raniono około tysiąca dżihadystów, zniszczono też wiele ich pojazdów. Sukces syryjsko-rosyjskiej ofensywy zmusił ISIS do przegrupowania sił w kierunku Rakki i pomógł w pokonaniu ich w Mosulu w Iraku.

## Następstwa
Po odzyskaniu Palmyry, syryjscy żołnierze w tej części kraju zajęli się powiększaniem bezpiecznej strefy wokół tego miasta, przejmując pola gazowe i naftowe na Pustyni Syryjskiej.
W czerwcu 2017 zaczęła się bitwa o Ar-Rakkę, „stolicę” ISIS, w której wzięły udział oddziały kurdyjskie (YPG, YPJ) przy wsparciu amerykańskich bombardowań. W lipcu i sierpniu Siły Zbrojne Syrii przeprowadziły wielką operację przerzutu wojsk przez pustynne centrum kraju dla przełamania blokady Dajr az-Zaur. Tym samym do końca 2017 roku zlikwidowano większość struktur terytorialnych ISIS w Syrii.